# Chuza La Lechuza
Chuza La Lechuza (Guardiana de sueños) es el primer libro de poemas de la escritora argentina Roberta Pozzi con ilustraciones de María Julia Ferrero. Fue publicado en 2020 como un proyecto de autogestión. El libro está dedicado a su hija Juliana y se gestó durante la etapa de aislamiento y cuarentena estricta que se vivió en la Argentina entre fines de marzo y principios de abril por la pandemia de Covid-19. El libro Chuza La Lechuza fue declarado de Interés Municipal por el Honorable Concejo Municipal de la Ciudad de Santa Fe de la Vera Cruz el 3 de septiembre de 2020 y declarado de interés educativo y cultural por el Honorable Concejo Municipal de San Justo. El libro cuenta con una canción de homónimo nombre, interpretada por Luciana Tourné y producida por Santa Fe Recording, la cual se estrenó el 17 de agosto de 2022 en las plataformas musicales Youtube y Spotify.

## Descripción del libro
El libro se compone de poemas que narran historias simples protagonizadas por Chuza. Se trata de un poemario ilustrado para las primeras infancias. Escrito con rimas para generar atracción en los niños por la musicalidad que aportan.

"Nosotros, con mi pareja y mi hija, estuvimos encerrados solamente saliendo al balcón. Fue duro porque estábamos acostumbrados a salir. Pasábamos muchas horas en la habitación jugando, donde tengo una ventana grande que da al Parque Federal y en frente hay un baldío recuperado por vecinos. Ahí le empecé a contar la historia de esa lechuza que vivía en ese baldío urbano y a la que le pasan un montón de cosas"
Roberta Pozzi